# صراع كردستان العراق (2001-2003)
الصراع الكردستاني الإسلامي هو نزاع عسكري في إقليم كردستان العراق بين جماعة أنصار الإسلام الإسلامية المسلحة والحزبين الكرديين الرئيسيين؛ الحزب الديمقراطي الكردستاني والاتحاد الوطني الكردستاني. بدأ الصراع في عام 2001، ولكنه اندمج لاحقاً مع غزو العراق عام 2003، والذي أدي إلى هزيمة أنصار الإسلام. واصل أنصار الإسلام بعد الغزو، تمرداً منخفض المستوى ضد الحزب الديمقراطي الكردستاني والاتحاد الوطني الكردستاني.

## خلفية الأحداث
تشكلت جماعة أنصار الإسلام في سبتمبر 2001 عندما اندمجت جند الإسلام مع جماعة منشقة عن الحركة الإسلامية في كردستان، تحت قيادة الملا كريكار. ووفقاً للاتحاد الوطني الكردستاني، تألفت المجموعة من قدامى المحاربين الأكراد الذين حاربوا في أفغانستان إلى جانب طالبان ضد الغزو السوفييتي في الثمانينيات، عادوا إلى كردستان بعد هزيمة حكومة طالبان في أفغانستان عام 2001. فرض أنصار الإسلام الشريعة الإسلامية في القرى التي سيطروا عليها حول بيارة القريبة من الحدود مع إيران.